# Francis Lodowick York

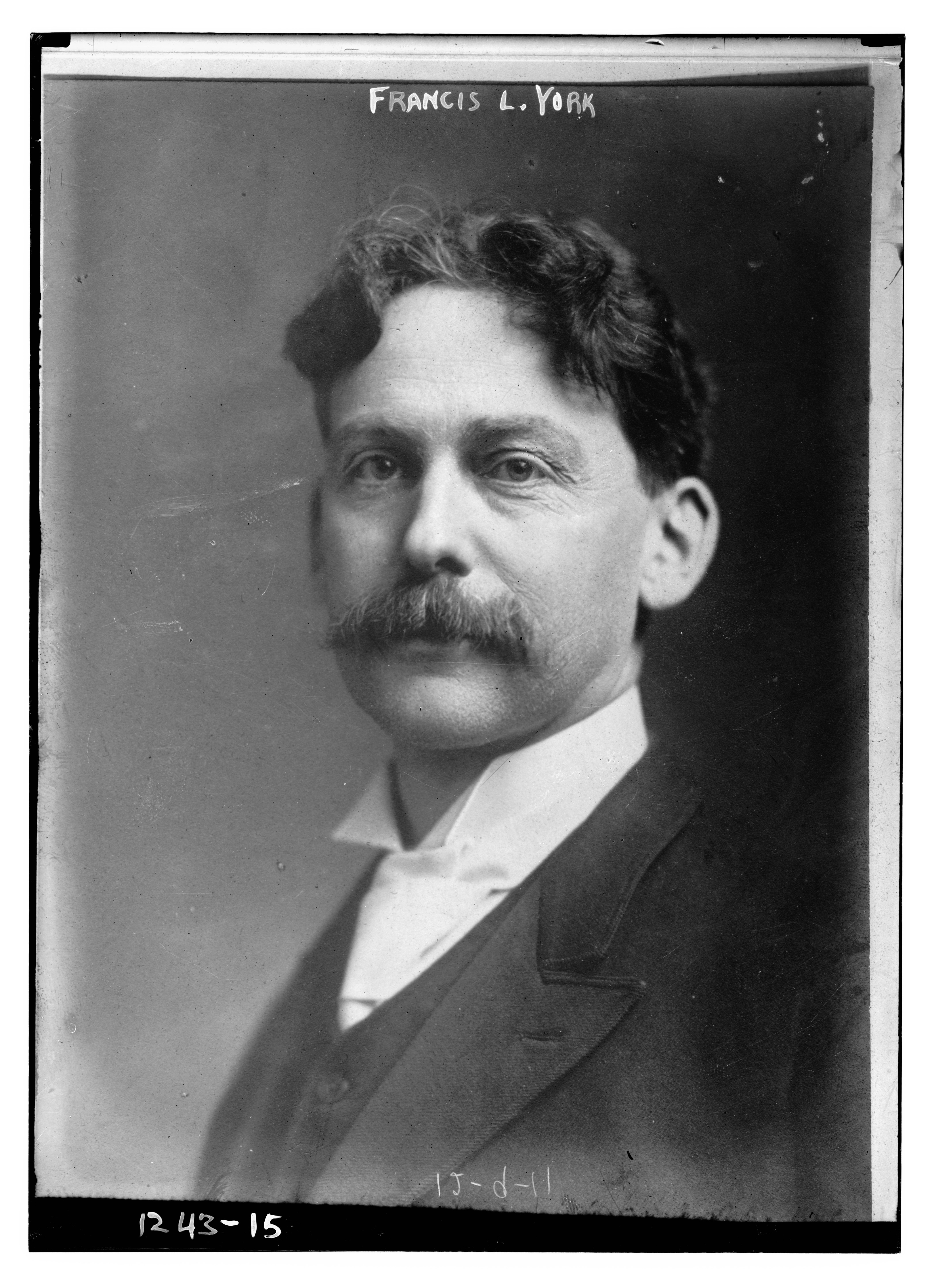
Francis Lodowick York

Francis Lodowick York (* 8. März 1861 in Ontonagon, Michigan; † 13. Januar 1955 in Highland Park, Michigan) war ein US-amerikanischer Organist, Komponist und Musikpädagoge.

## Leben
Der Schüler von Alexandre Guilmant wirkte seit etwa 1875 in Detroit. Er unterrichtete Orgel, Klavier und Komposition am Detroit Conservatory of Music und am Ypsilanti State Normal College und war seit 1896 Organist an der Christ Church. Er veröffentlichte 1926 A Practical Introduction To Composition, Harmony Simplified. Seine Orgelkomposition Spring Song erschien 1909.